# Leskia flavescens
Leskia flavescens là một loài ruồi trong họ Tachinidae.